# Rocca d'Anfo
La Rocca d'Anfo est un complexe militaire de fortifications construit au XVe siècle par la république de Venise dans la commune d'Anfo, située au bord du lac d'Idro dans le val Sabbia. Elle appartient à la province de Brescia et constitue au moment de sa construction un poste de garde près de la frontière avec la principauté épiscopale de Trente.
Construite sur la pente du mont Censo sur une surface de 50 hectares, la Rocca a été rénovée de nombreuses fois, par les ingénieurs de Napoléon Bonaparte, mais aussi par d'autres ingénieurs, italiens. En 1918, elle perd sa valeur stratégique lorsque le Trentin rejoint définitivement le royaume d'Italie.
Après 1860, l'armée autrichienne  commence la construction du fort d'Ampola à Storo et du barrage de Lardaro, à l'opposé de la Rocca. Utilisé par l'armée italienne comme caserne pour la formation des conscrits, la Rocca est aussi le lieu de détention et le magasin à poudre. Celui-ci est mis hors service en 1975, mais la Rocca reste liée au ministère de la Défense jusqu'en 1992. Actuellement, sous la propriété de l'Agenzia del demanio (Etat), elle est laissée dans le plus complet abandon.
En mai 2005, un accord signé entre l'Agenzia del demanio, la commune d'Anfo et la communauté de montagne de la vallée de Sabbia, permet à la municipalité d'Anfo de gérer et de rénover 500 000 m2 de patrimoine historique situés sur les pentes et à l'intérieur du mont Censo. La Rocca est en partie ouverte aux visiteurs, par le biais de visites organisées avec des guides.

## L'origine

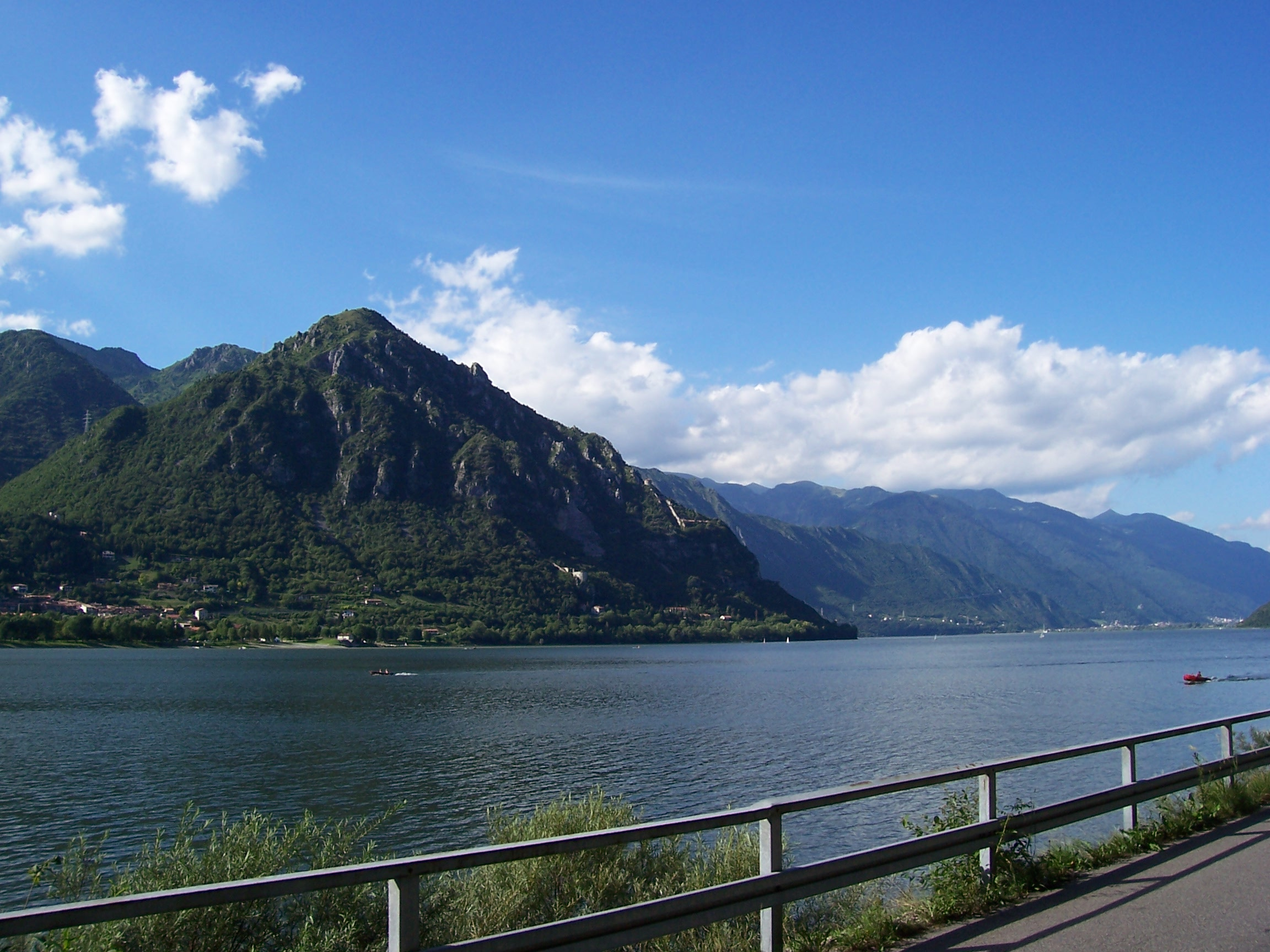
La Rocca d'Anfo vue depuis la berge orientale du lac d'Idro.

La construction de la forteresse de la Rocca d'Anfo débute en 1450 sous la gouvernance de la République de venise, qui domine la province de Brescia, située dans le Val Sabbia, de 1426 à 1797. La conception et la supervision des travaux de construction sont confiées au comte Gian Francesco Martinengo, « un brave commandant et un habile ingénieur militaire » de Barco di Orzinuovi. Issu certainement à l'origine des projets de la Visconti de Milan, les précédents dirigeants de cette province, elle appartient à un projet qui comprenait la fortification de la frontière avec le Trentin, le long de la rivière Caffaro dans le nord du rio Riperone, ainsi qu'une éventuelle reprise et l'extension de la place fortifiée située sur la colline de Sant'Antonio di Caster, situé dans le village de Bagolino, près du Mont Suello. Le travail dure jusqu'en 1490, et selon certains chercheurs le nouveau complexe défensif a été construit sur une ancienne forteresse d'origine lombarde.
Pendant la période vénitienne, tous les besoins de la Forteresse et des autres fortifications sont supervisés par le Collegio dei Savi. À partir de 1542, la République de Venise nomme deux sénateurs surintendants des forts. En 1579, leur nombre est porté à trois. La structure de commandement militaire est confiée à un patricien nommé administrateur ; sous ses ordres : un capitaine, une trentaine de soldats et quelques bombardiers. Les militaires de la garnison sont sous le commandement de Brescia. La logistique est affectée à la Podestat.
Les bâtiments d'origine Visconti encore visibles sont seulement ceux du double mur haut, car avec l'avènement de l'ère napoléonienne et l'évolution des techniques de guerre, une refonte complète de l'ensemble de la structure fortifiée s'est effectuée.

### La restructuration française
Le général François de Chasseloup-Laubat (1754-1833), devenu  inspecteur des fortifications à la suite de la paix de Lunéville, signée entre la France et l'Autriche le 9 février 1801, est envoyé pour compléter les forces de défense, et assurer l'occupation de l'Italie par le biais des fortifications de Peschiera, Tarente, Alexandrie, Mantoue, et la Rocca d'Anfo. L'ordre de l'opération provenait directement de Napoléon Bonaparte, soucieux d'assurer le contrôle par ses troupes de la route reliant la ville de Trente à la ville de Brescia.
Le Premier Consul de France a tout de suite compris l'importance stratégique de la vieille forteresse pour la « défense de l'État », mais la Rocca a montré des signes de la décadence dus aux nombreuses guerres. Par la suite, Napoléon donne l'ordre à son général  François de Chasseloup-Laubat de prévoir la modernisation des structures délabrées « sans délai, et sans tenir compte de la saison. »
Le projet est confié à des ingénieurs possédant une grande expérience. D'abord, au baron colonel, commandant du corps des Ingénieurs, François Nicolas Benoît Haxo (1774-1838), puis au  colonel François Joseph Didier Liédot. Le génie militaire abandonne à bon escient les structures vénitiennes,  et met en place un projet d'extension qui se situe sur la crête rocheuse un peu plus au nord.
Le travail préliminaire est une cartographie détaillée du lieu, pour adapter les installations à la nature sauvage et accidentée du terrain, à l'aide des nouvelles théories de l'Ecole Polytechnique militaire de Paris. Liédot répartit les différentes batteries sur de petites terrasses créés à partir de l'excavation de la roche et les protège par une grande lunette (la Forteresse Haute) sur la partie supérieure avec les casemates d'artillerie et de mousqueterie. La route de Trente à Brescia qui devait passer à la base de la Forteresse, selon un projet jamais réalisé, devait être interrompue par de profondes douves et traversable à l'aide d'un pont-levis.
Les projets développés par les deux techniciens français représentent un jalon important dans l'histoire de la cartographie. Le travail commence en 1802, et au bout de 10 ans, en 1812, ils parviennent à terme. Les dépenses de l'armée française s'élèvent à 2,5 millions de francs, témoignent de l'effort fait pour faire de la Rocca d'Anfo l'une des plus magnifiques et imposantes forteresses d'Europe. La chute de l'empire napoléonien empêche l'achèvement des travaux dans les parties médianes et inférieures. L'aménagement des installations, jusqu'à parvenir à la structure actuelle, est mené d'abord par les Autrichiens, puis porté à terme par le Royaume d'Italie, de 1860 à 1914 environ.

## La structure
La Rocca est constituée d'une tranchée fortifiée en direction du village d'Anfo, de la défense d'une caserne militaire nommée Rocca Vecchia (la vieille forteresse), elle-même dominée par la batterie vénitienne. Les deux sont surplombées par un corps de garde situé à 200 mètres au-dessus du niveau du lac et connectées à la batterie par un mur avec des meurtrières et des escaliers. Vers « l'ennemi » du Trentin pointent une série de batteries et de casernes, en complément de l'escalier. Le nord est délimité par un ravin escarpé.
Ces batteries de défense sont appelées :
- batterie Tyrol, à 100 mètres au-dessus du lac ;
- batterie Rolando, à 150 mètres au-dessus du lac ;
- batterie Belvédère Supérieur est situé à 250 mètres au-dessus du lac.
- des vestiges comprenant une Lunette, dite Rocca Alta, et qui reliait les deux parties, à 200 mètres  au-dessus du lac, et contenait une caserne et une batterie de type casemate ;
- à 50 mètres en dessous de la Lunette, se situe la batterie Bonaparte, depuis renommée batterie Anfo, servant à la défense de la route entre la Rocca Vecchia et la batterie Tyrol.
- tout en haut, à une hauteur de 300 mètres au-dessus du lac, une tour de deux étages surplombe le tout.

Des tranchées, des emplacements, des rampes, des routes, de la poudre, des écuries pour les mules, des logements pour les troupes et les réserves d'eau complètent la logistique de la forteresse.
Toutes ces constructions militaires sont réparties de façon triangulaire, dont un des côtés se situe à environ un kilomètre de la rive du lac d'Idro. Le reste est réparti sur le versant oriental du mont Censo, atteignant presque son sommet, avec une altitude qui varie de 371 mètres (au niveau de la rive du Lac), à 1 050 mètres au sommet.

## Les événements militaires
En 1512, les dirigeants Valerio Paitone et Vincenzo Ronchi ont conquis pour Venise la Rocca d'Anfo.
En 1516, la forteresse est assiégée par les troupes impériales du Saint Empire romain germanique.
En Novembre 1526 elle barre la route aux mercenaires de Georg von Frundsberg, qui va diriger le sac de Rome.
Le 19 juillet 1796, le 27e Régiment d'infanterie légère de l'armée napoléonienne, sous le commandement du colonel Joseph Marie Dessaix (1764-1834) occupe la Rocca et progresse vers Storo.
Le 16 août 1797, Napoléon Bonaparte, venant depuis Brescia, escorté par 400 dragons et son frère Luciano, fait une visite de la forteresse et continue jusqu'à Storo, où il déjeune avec 50 de ses officiers.
Entre 1813 et 1814, la Rocca est assiégé en vain durant six mois par l'armée autrichienne.
En mai 1848, le commandant général Giacomo Durando du Corps des Volontaires Lombards prend ses quartiers généraux dans la Rocca et lutte contre un contingent autrichien.
Le 8 août 1848, l'armistice de Salasco met fin à la première guerre d'indépendance, et la Rocca est évacuée par les troupes piémontaises et remise aux Autrichiens. En fait, l'article 2º le stipule expressément : - "Les forteresses de Peschiera, Rocca d'Anfo et Osoppo seront évacuées par les troupes Sarde et alliées et remises aux troupes de Sa Majesté l'Empereur et Roi, la livraison de chacune de ces zones aura lieu trois jours après la notification de la présente Convention."
En Juin 1859, les chasseurs alpins sous le commandement du général Enrico Cialdini conquièrent la partie inférieure de la forteresse tandis que la partie supérieure reste aux mains des Autrichiens qui l'ont fortement barricadée.
Le 29 janvier 1860, à la suite du traité de paix avec l'Autriche, la forteresse est livrée aux autorités militaires piémontaises.
En 1866, lors de la troisième guerre d'indépendance, la garnison de la forteresse, commandée par le major Abrile, est composée de deux compagnies du 29e Régiment d'infanterie Brigade "Pise" (160 hommes), d'une compagnie d'artillerie de la place, d'une compagnie de sapeurs génie et d'un peloton de sapeurs.
La Rocca sert de base pour les partisans de Garibaldi dans le Trentin et d'hôpital militaire pour les blessés dans les différentes batailles livrées par le Corps des volontaires italiens.
Ici Giuseppe Garibaldi établit son quartier général, et le 3 juillet, après la bataille de Monte Suello, où il a été blessé à la cuisse, reçoit un traitement médical initial par la santé militaire.
En 1870, le caporal Franzoj Augustus (1848 - 1911) est accusé de désertion et détenu. Volontaire pour Garibaldi en 1866, il est devenu plus tard un célèbre explorateur.
En mai 1915, quelques coups de canon sont tirés depuis la Rocca contre les lignes avancées autrichiennes.

### Le siège piémontais de 1859

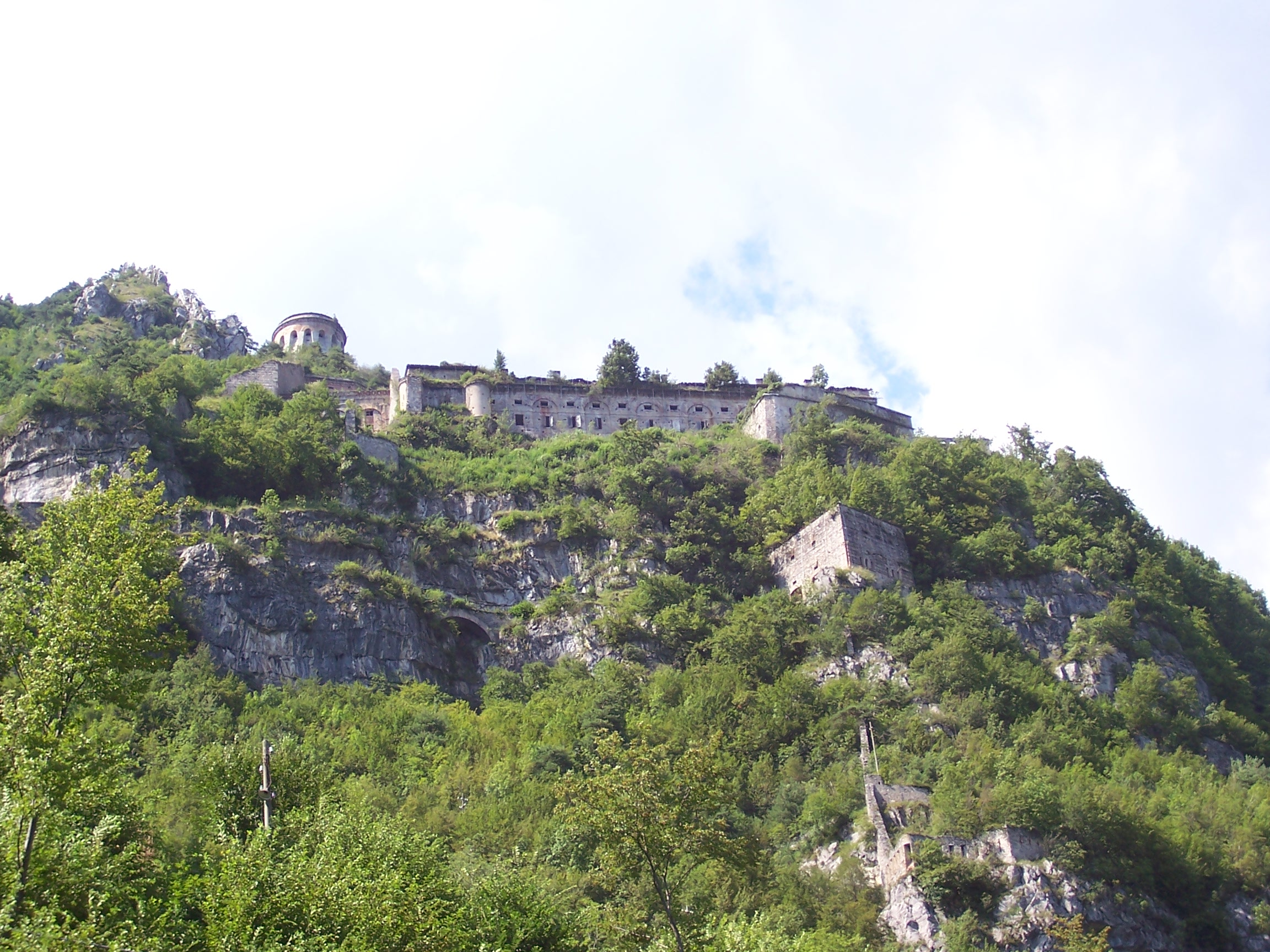
La partie haute de la Rocca et la Lunette.

Après la bataille de Treponti du 15 juin, les Chasseurs des Alpes sont intégrés dans la 4e division de la Sardaigne, dirigée par le général Enrico Cialdini, qui a reçoit l'ordre de marcher et de conquérir la Rocca d'Anfo, occupée par les autrichiens, afin d'isoler la forteresse de Vérone, et de supprimer ainsi les renforts de l'empire.
L'empereur Francesco Giuseppe de Habsbourg, déterminé à ne pas perdre la ligne du Mincio, a confié depuis le 17 mai la garde du Tyrol à son frère, l'archiduc Charles-louis, qui, préoccupé par les émeutes en Lombardie, a demandé aux tyroliens de rester fidèles au gouvernement de Vienne et de fournir des volontaires pour la guerre contre les franco-piémontais.
Trois mille tyroliens ont accepté l'appel de l'Archiduc, et ont été amenés dans le Valcamonica, tandis que les frontières de Ponte Caffaro, et de la Rocca d'Anfo ont été renforcées par la gendarmerie mobilisée le 8 juin par le pays de la Vallée de Sabbia, et par la division du lieutenant-général Karl von Urbain lors de sa retraite. Les populations locales de la Vallée de Sabbia, impuissantes, pressentent l'imminence d'un saccage. La Rocca d'Anfo, comme en 1848, redevient une scène de guerre, et de sacrifices oubliés.
Le général Enrico Cialdini, salué par les acclamations des habitants, arrive le 20 juin, dans Lavenone où il divise les troupes en deux colonnes. L'une avance sur la voie royale en direction d'Anfo, l'autre vers la Spina et le torrent Abbioccolo jusqu'à Presegno et Bagolino dans le but de descendre sur l'arrière de la Rocca via le mont Suello, et d'occuper Ponte Caffaro et sa forteresse, qu'ils savent bien fortifiée afin de défendre les rives du lac d'Idro et les pentes abruptes de la montagne.

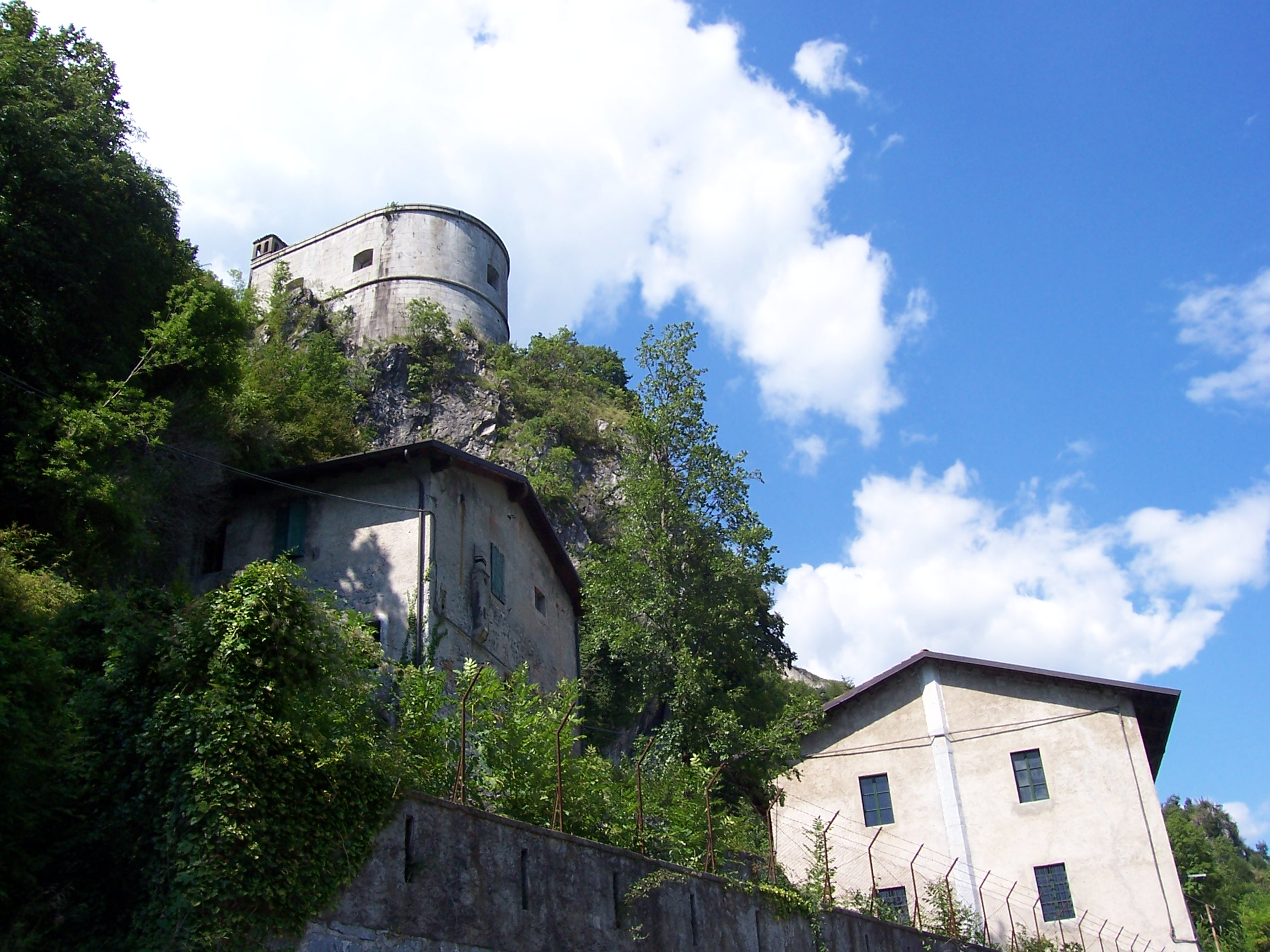
La vieille forteresse.

Le 21 juin les affrontements ont lieu : Cialdini occupe de la caserne, au pied de la Rocca, et fait de nombreux prisonniers. L'assaut est meurtrier : Jérôme Bonardelli, d'Anfo, âgé de 22 ans décède sur le champ, avec d'autres habitants de la vallée qui avaient suivi les troupes libératrices.
Les pressions contre la forteresse reprennent le lendemain afin de faciliter la conquête de la montagne. Les Chasseurs des Alpes ont conquis le mont Maniva, sont descendus à Bagolino et au mont. Suello. Les autrichiens ont évacué et occupent la frontière de Ponte Caffaro, la Vallée de Trompia et de la vallée Camonica à Ponte di Legno  qui est encore entre leurs mains.
Alors que la conquête de la forteresse semble presque acquise, la victoire inattendue des franco-piémontais dans la bataille de Solférino entraine la fin des hostilités. Mais la guerre aux frontière du Caffaro continue avec la répétition d'actes de sabotage jusqu'à ce que le 29 janvier 1860, le lieutenant Pilade Bronzetti et ses bénévoles restés à Anfo avec des gardes civils du district de Vestone, réussissent à ériger le drapeau italien sur la Rocca, livrée par l'armée autrichienne en tant que résultat du traité de paix.

## La caserne des chasseurs alpins
Les premières nouvelles sur la présence des chasseurs alpins dans la Rocca remontent à 1875, quand la 21e compagnie du sixième Bataillon de Vérone en fait son siège pour les exercices estivaux.
À partir de 1881 les excursions des chasseurs alpins de Breno pour le Lac d'Idro sont la norme. Avec la réorganisation de l'organisation des troupes alpines de 1882, la caserne de la Rocca a été attribuée de façon permanente au bataillon Rocca d'Anfo, avec ses trois compagnies de combat :  la 53e, la 54e et la 55e.
En 1889, le Bataillon « Rocca d 'Anfo » prend le nom de Bataillon « Vestone », et est transféré à la caserne Giovanni Chiassi de Vestone.
Vers 1915, en vue de l'imminente guerre avec l'Autriche, la défense de la forteresse est renforcée par deux compagnies d'artillerie. Après la guerre, avec le déplacement du front au nord, la forteresse a perdu toute sa valeur  stratégique et n'abrite plus aucun service alpin.

## L'inexorable déclin
En 1871, le Plan Général lancé par le Comité Permanent pour la Défense de l'Etat affecte d'un demi-million de lires pour renforcer la structure militaire de la Rocca d'Anfo. La somme mise à la disposition permet de faire des modifications des casemates de la batterie Rolando, de construire une nouvelle batterie, la Statuto; et d'acheter l'artillerie nécessaire.
La Première Guerre mondiale avec ses combats sur l'Adamello et dans la vallée de Ledro, ôte au rôle stratégique sur lequel était fondée la logique de construction de la forteresse. La dernière rénovation a lieu en 1914, en même temps que le fort de Valledrane dans la Municipalité de Treviso Bresciano et la Cima Ora à Bagolino. Les batteries ne sont pas utilisées pendant la Grande Guerre. Le complexe est utilisé comme une poudrière pour l'armée. Le 13 juin 1917, un incendie a fait sauter quelques baraquements qui contiennent des munitions. Un autre incendie, le 12 août 1924, cause la destruction de la Rocca Vecchia. Le 26 avril 1945, les Allemands en retraite font exploser des munitions contenues dans la batterie Statuto.
De 1915 à 1975 , l'armée italienne utilise la Rocca comme un dépôt de munitions. En effet, dans l'exercice de cette fonction lui est  attribué le Stockage de Munitions et d'Explosifs Zanetti de Serle. Dans cette dernière période, les militaires de la garnison sont un maréchal et huit soldats. En 1981 , un glissement de terrain de grande taille, détruit la route interne qui relie les bâtiments napoléoniens à la Rocca Alta. Il y a quelques années, l'Agence de l'État, a consenti à verser un loyer symbolique à la Communauté de Montagne de la Vallée Sabbia, afin qu'elle s'occupe de la restauration des zones les plus emblématiques, afin d'organiser ensuite des visites touristiques et de mettre en place un musée.

## Notes

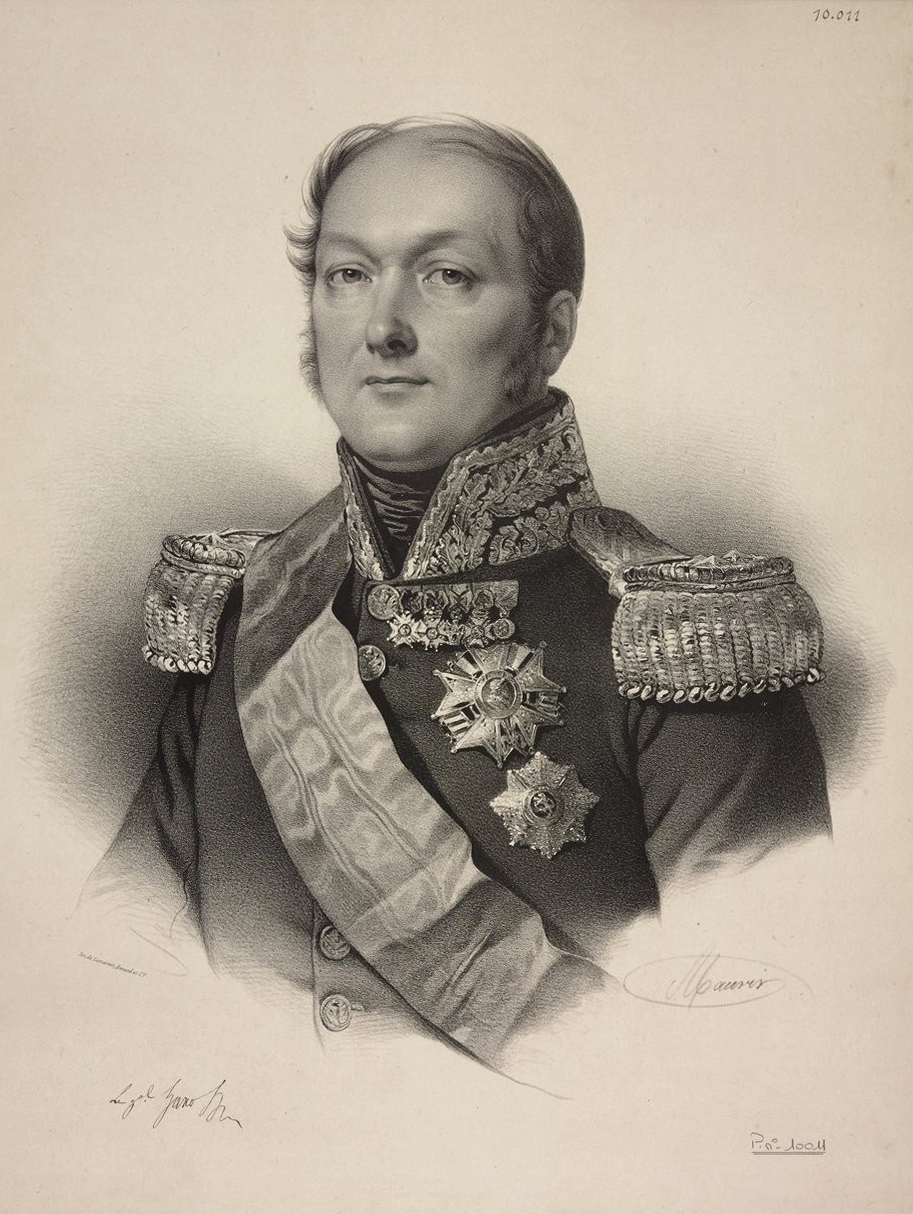
L'ingénieur général François Nicolas Benoît Haxo (1774-1838), responsable de la première restructuration de la Forteresse

## Articles connexes

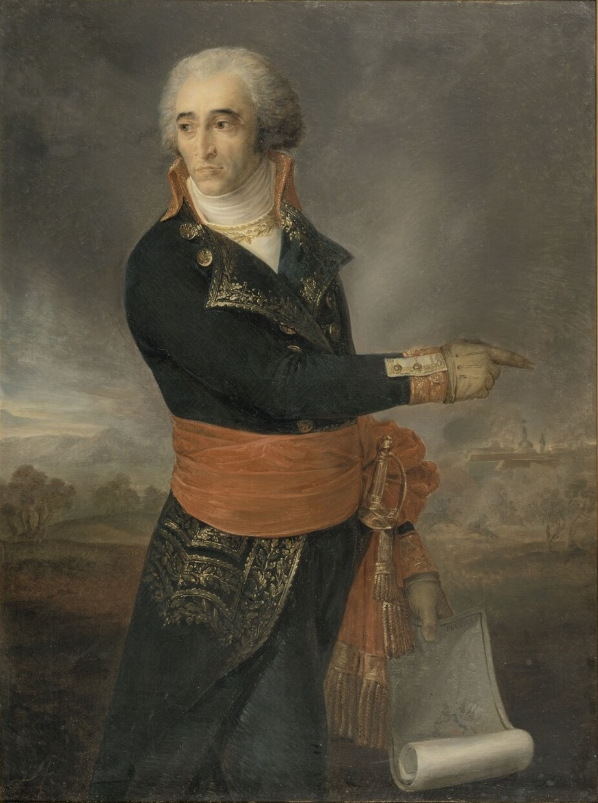
Général François Chasseloup Laubat). Commandant de la forteresse de la Rocca d'Anfo en 1801.